# Serliovský motiv

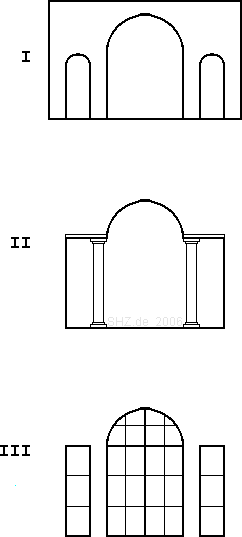
Vývoj benátského okna

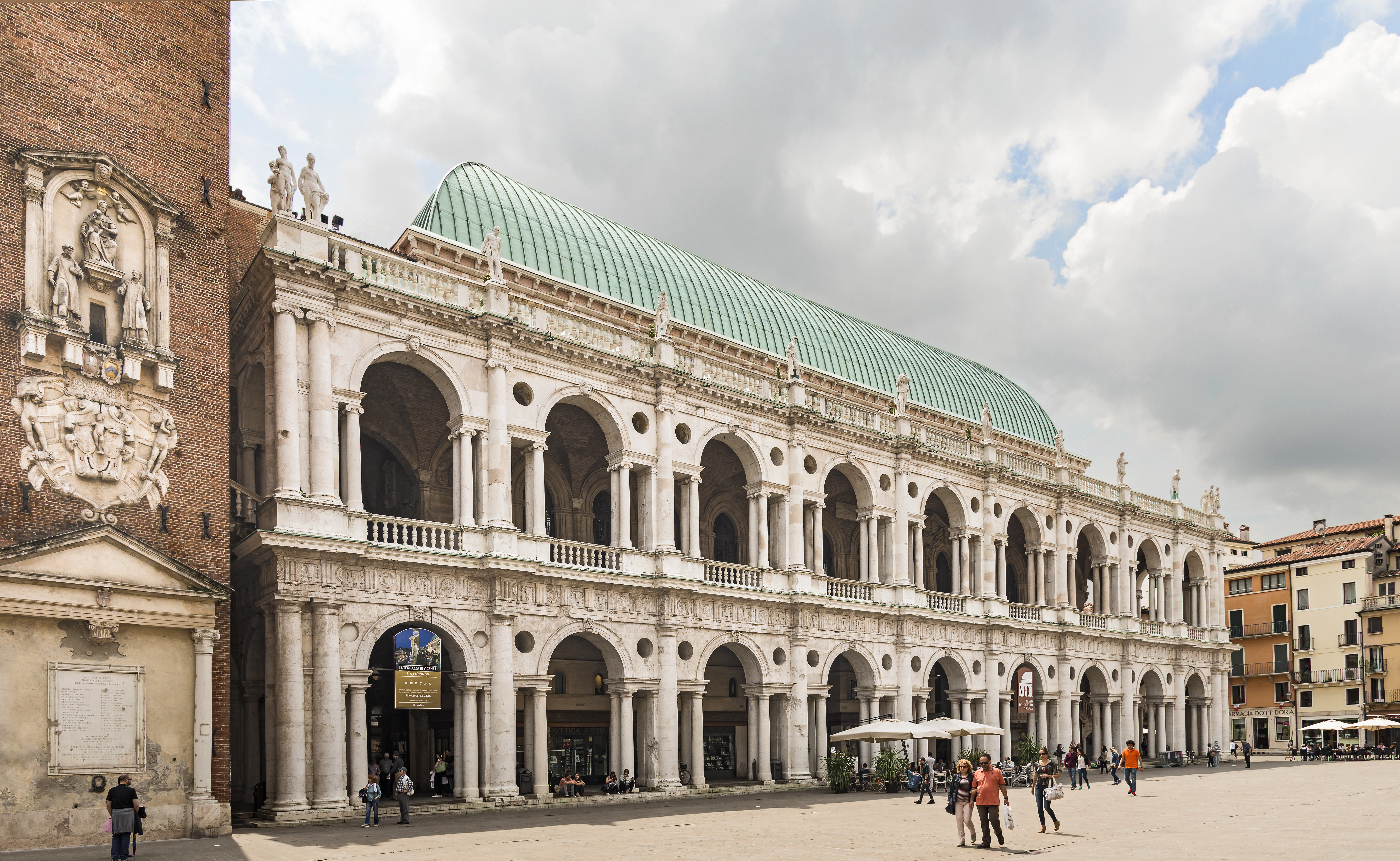
Andrea Palladio Palazzo della Ragione (1549) Vicenza v Itálii

Serliana je benátské (trojdílné) okno, označované někdy jako palladiovský motiv, je architektonický prvek v podobě okenního otvoru zakončeného obloukem se dvěma malými bočními obdélníkovými otvory.

## Původ
Tato architektonická struktura byla využívána již ve starém Římě ve vítězném oblouku. V době renesance, byl nejprve popsán Sebastianem Serliem (1475–1554) v práci Architettura (1537) – odtud název serliana. Mistři stavitelé 16. století začali tento antický motiv znovu používat. Benátské okno získalo světovou proslulost, ale především Andrea Palladio, který použil toto řešení na svých starších budovách, například v Palazzo della Ragione v Vicenza – odtud také název palladianský motiv.
Zpočátku měla výška (poloměr oblouku) okna odpovídat jedné třetině výšky postranních obdélníků. Brzy však bylo od tohoto pravidla  ustoupeno.
Symetrie a třídílnost benátského okna připomíná oltářní triptych.

## Současnost
Na konci 19. století využívali často tento motiv v novorenesančních kamenných měšťanských domů. Podobě stylizovaných forem bylo použito architekty Art-deco. Dnes se často objevuje jako citace v nově postavených bytových objektech a budovách.

## Galerie

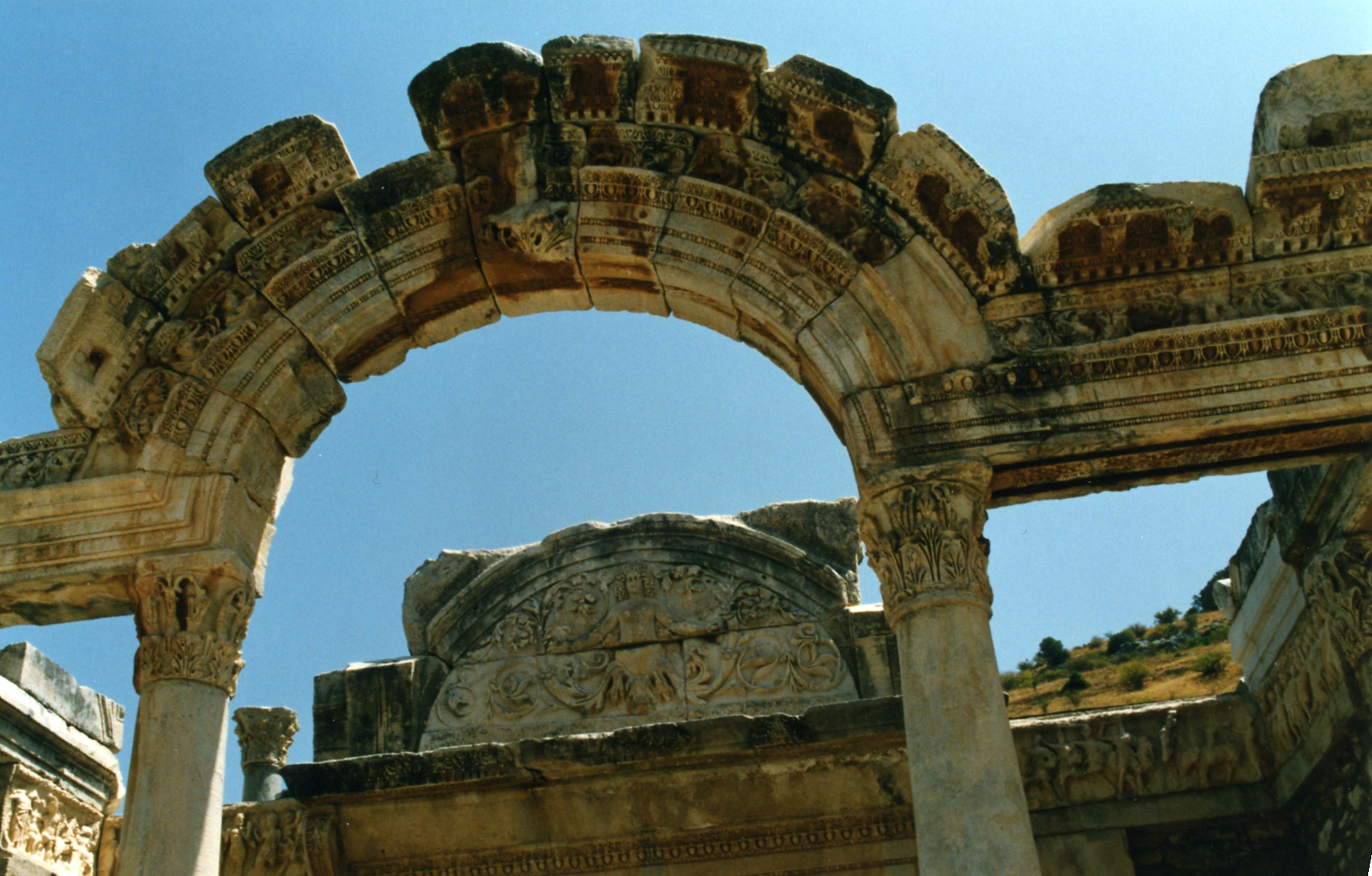
Antický vzor ve svatyni Hadriana v Efezu
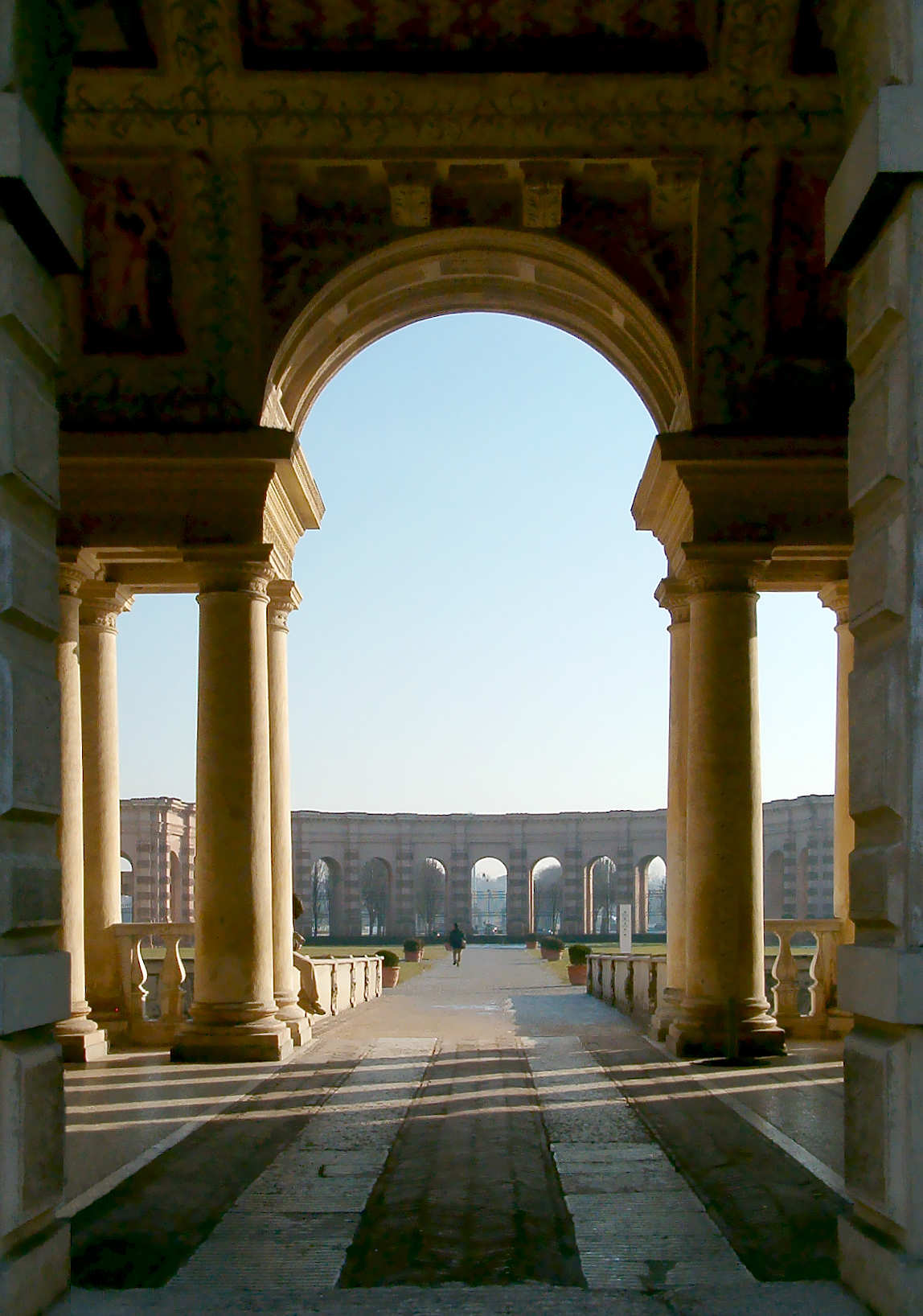
Palazzo del Te v Mantově
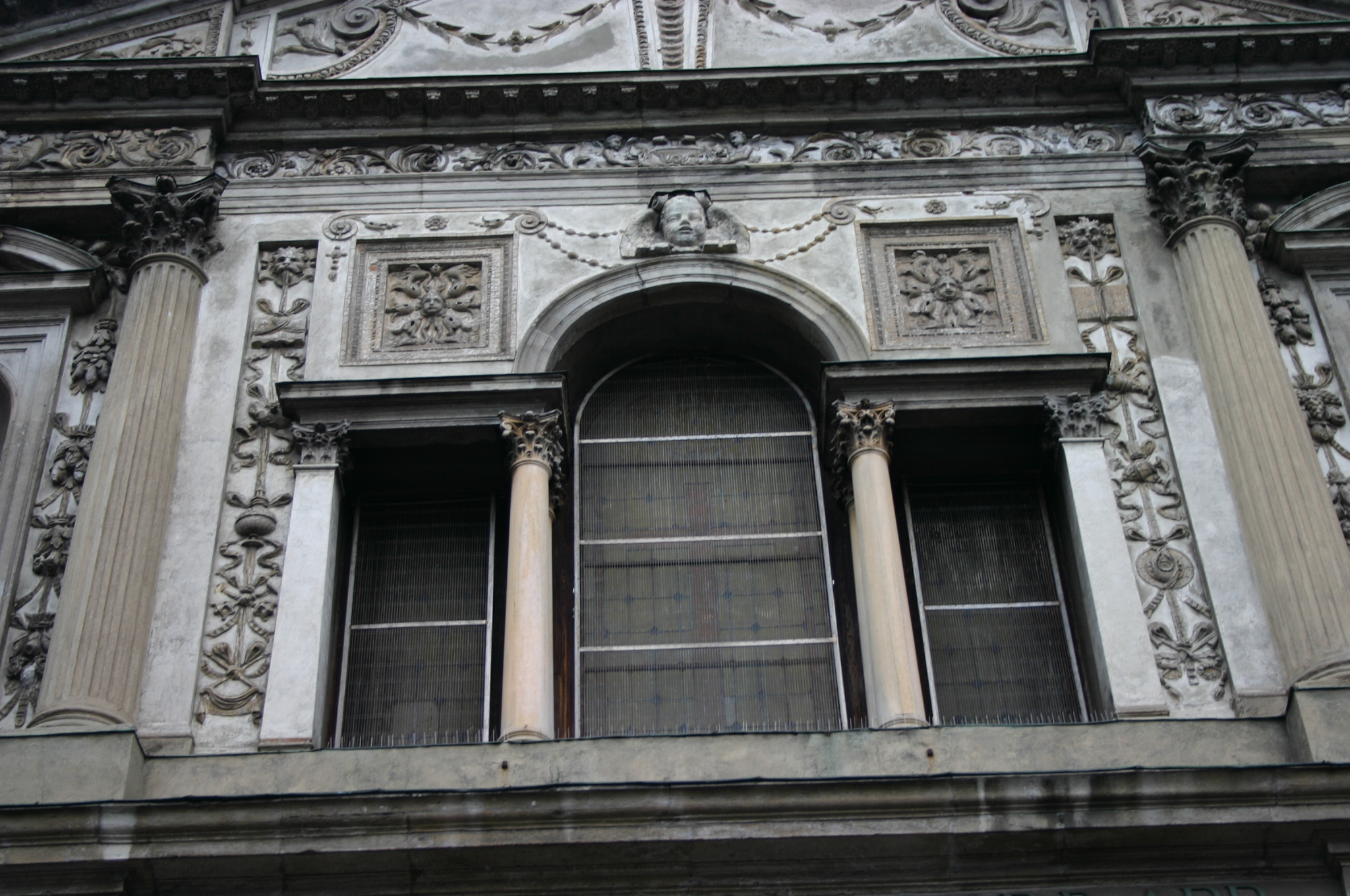
Sv. Barnabáš a sv. Pavel v Miláně